# باشگاه فوتبال دوچرخه‌سواران در فصل ۱۳۲۶
باشگاه فوتبال دوچرخه‌سواران در فصل ۱۳۲۶ سومین سال حضور این باشگاه، که امروزه با نام استقلال شناخته می‌شود، در فوتبال ایران و دومین حضور آن‌ها در مسابقات رسمی بود. تیم دوچرخه‌سواران در این فصل در مسابقات قهرمانی باشگاه‌های تهران ۱۳۲۶ و جام حذفی تهران ۲۷–۱۳۲۶ شرکت کرد و در موفق شد در جام حذفی تهران مقام قهرمانی را به دست آورد تا نخستین عنوان قهرمانی این باشگاه ثبت شود.

## پیش زمینه
باشگاه در حالی این فصل را آغاز کرد که در فصل قبل در هر دو جام قهرمانی و حذفی تهران به مقام دومی رسیده بود. در فاصله این دو فصل تغییری در مدیریت و کادر مربی‌گری باشگاه ثبت نشد و باشگاه با همان اعضای قبلی فصل جدید را آغاز کرد.

## اعضای باشگاه

### بازیکنان
| فهرست بازیکنان کلوب دوچرخه‌سواران در فصل ۱۳۲۵ | فهرست بازیکنان کلوب دوچرخه‌سواران در فصل ۱۳۲۵ | فهرست بازیکنان کلوب دوچرخه‌سواران در فصل ۱۳۲۵ | فهرست بازیکنان کلوب دوچرخه‌سواران در فصل ۱۳۲۵ | فهرست بازیکنان کلوب دوچرخه‌سواران در فصل ۱۳۲۵ | فهرست بازیکنان کلوب دوچرخه‌سواران در فصل ۱۳۲۵ | فهرست بازیکنان کلوب دوچرخه‌سواران در فصل ۱۳۲۵ | فهرست بازیکنان کلوب دوچرخه‌سواران در فصل ۱۳۲۵ | فهرست بازیکنان کلوب دوچرخه‌سواران در فصل ۱۳۲۵ |
| شماره پیراهن                                 | نام                                          | ملیت                                         | پست                                          | تاریخ تولد (سن)                              | شروع قرارداد                                 | پایان قرارداد                                | از تیم                                       | یادداشت                                      |
| -------------------------------------------- | -------------------------------------------- | -------------------------------------------- | -------------------------------------------- | -------------------------------------------- | -------------------------------------------- | -------------------------------------------- | -------------------------------------------- | -------------------------------------------- |
| ۱                                            | پیر کارلو                                    | ایران · لهستان                               | دروازه‌بان                                    |                                              | ۱۳۲۴                                         |                                              |                                              |                                              |
|                                              | علی دانایی‌فرد                                | ایران                                        | مدافع                                        | ۲ مهر ۱۳۰۰ (۲۶ سال)                          | ۱۳۲۴                                         |                                              |                                              | سرمربی                                       |
|                                              | پرویز عمواوغلی                               | ایران                                        | مدافع                                        |                                              | ۱۳۲۴                                         |                                              | شهاب                                         |                                              |
|                                              | هژبریان                                      | ایران                                        | مدافع                                        |                                              | ۱۳۲۴                                         |                                              |                                              |                                              |
|                                              | حسین حراج‌چی                                  | ایران                                        | هافبک                                        |                                              | ۱۳۲۴                                         |                                              |                                              |                                              |
|                                              | تفرشی                                        | ایران                                        | هافبک                                        |                                              | ۱۳۲۴                                         |                                              |                                              |                                              |
|                                              | آشوت آوتیان                                  | ایران                                        | هافبک                                        |                                              | ۱۳۲۴                                         |                                              |                                              |                                              |
|                                              | پطرس باباجان                                 | ایران                                        | مهاجم                                        |                                              | ۱۳۲۴                                         |                                              |                                              |                                              |
|                                              | محمد جاودان                                  | ایران                                        | مهاجم                                        | اردیبهشت ۱۳۰۲ (۲۴ سال)                       | ۱۳۲۴                                         |                                              | نادر                                         | کاپیتان                                      |
|                                              | احمد صمدیان                                  | ایران                                        | مهاجم                                        |                                              | ۱۳۲۴                                         |                                              |                                              |                                              |
|                                              | حسن‌علی منصور                                 | ایران                                        | مهاجم                                        | ۲۳ فروردین ۱۳۰۲ (۲۴ سال)                     | ۱۳۲۴                                         |                                              |                                              |                                              |

| مربیان        | مربیان |
| نام           | سمت    |
| ------------- | ------ |
| علی دانایی‌فرد | سرمربی |

| مدیران         | مدیران         |
| نام            | سمت            |
| -------------- | -------------- |
| پرویز خسروانی  | مدیر عامل      |
| علی دانایی‌فرد  | عضو هیئت مدیره |
| گرائیلی        | عضو هیئت مدیره |
| سیدآقا جلالی   | عضو هیئت مدیره |
| پرویز عمواوغلی | عضو هیئت مدیره |

## دوستانه و پیش‌فصل
در اسفند ۱۳۲۶ و در فاصله بین دو جام قهرمانی تهران حذفی تهران، تیم دوچرخه‌سواران به آبادان سفر و تعدادی دیدار دوستانه برگزار کرد. از جمله این دیدارها بازی با تیم انگلیسی‌های مقیم آبادان بود که با نتیجه ۱-۲ به سود دوچرخه‌سواران پایان یافت.
| ۱۰ مهر ۱۳۲۶ دوستانه ۱ | دوچرخه‌سواران | ۱ – ۲ | سرباز | تهران |

| ۱۰ اسفند ۱۳۲۶ دوستانه ۲ | انگلیسی‌های مقیم آبادان | ۱ – ۲ | دوچرخه‌سواران | آبادان |

## مرور فصل

### قهرمانی باشگاه‌های تهران
در این فصل باشگاه دوچرخه‌سواران در مسابقات قهرمانی باشگاه‌های تهران شرکت کرد، این بازی‌ها در دو گروه هشت و نه تیمی برگزار شدند و دوچرخه‌سواران در دسته اول که هشت تیمی بود بازی می‌کرد. دوچرخه‌سواران در نهایت به عنوان سومی این بازی‌ها دست یافت.

### جام حذفی تهران
از اواخر سال ۱۳۲۶ مسابقات حذفی تهران با شرکت شانزده تیم آغاز شد و برگزاری آن تا بهار ۱۳۲۷ طول کشید. دوچرخه‌سواران موفق شد تا دیدار فینال پیش رود و در بازی حریف تیم عقاب شد. اما عقاب در بازی نهایی حاضر نشد تا جام قهرمانی به تیم دوچرخه‌سواران اهدا شود و نخستین عنوان قهرمانی این باشگاه به دست آید.

## رقابت‌ها
راهنما:       برد
      مساوی
      باخت

### قهرمانی باشگاه‌های تهران
| ۲۹ آبان ۱۳۲۶ ۱ | دوچرخه‌سواران | ۲ – ۰ | دارایی | تهران           |
|                |              |       |        | ورزشگاه: امجدیه |

| ۲۰ آذر ۱۳۲۶ ۲ | دوچرخه‌سواران | ۲ – ۰ | عقاب | تهران           |
|               |              |       |      | ورزشگاه: امجدیه |

| ۲۷ آذر ۱۳۲۶ ۳ | دوچرخه‌سواران | ۰ – ۲ | شاهین | تهران                       |
|               |              |       |       | ورزشگاه: امجدیه داور: رهبری |

| ۲۹ آذر ۱۳۲۶ ۴ | دوچرخه‌سواران | ۳ – ۴ | شرق | تهران           |
|               |              |       |     | ورزشگاه: امجدیه |

| ۱۸ دی ۱۳۲۶ ۵ | دوچرخه‌سواران | ۰ – ۲ | دارایی        | تهران                         |
|              |              |       | مبشر ۶۲'، ۶۵' | ورزشگاه: امجدیه داور: صدقیانی |

### جام حذفی تهران
| ۱۶ بهمن ۱۳۲۶ یک هشتم نهایی | دوچرخه‌سواران               | ۲ – ۱ | شرق     | تهران                       |
|                            | والی ۱۳' · حسین حراجچی ۴۵' |       | راضی ۴' | ورزشگاه: امجدیه داور: رهبری |

| ۳۰ بهمن ۱۳۲۶ یک چهارم نهایی | دوچرخه‌سواران | ۴ – ۱ | توانا | تهران                       |
|                             |              |       |       | ورزشگاه: امجدیه داور: رهبری |

| ۱۰ اردیبهشت ۱۳۲۷ نیمه‌نهایی | دوچرخه‌سواران | ۳ – ۱ | دارایی | تهران                             |
|                            |              |       |        | ورزشگاه: زمین بازی دبیرستان البرز |

## آمار

### عملکرد کلی
منبع: رقابت‌ها